# Gyllene hornet

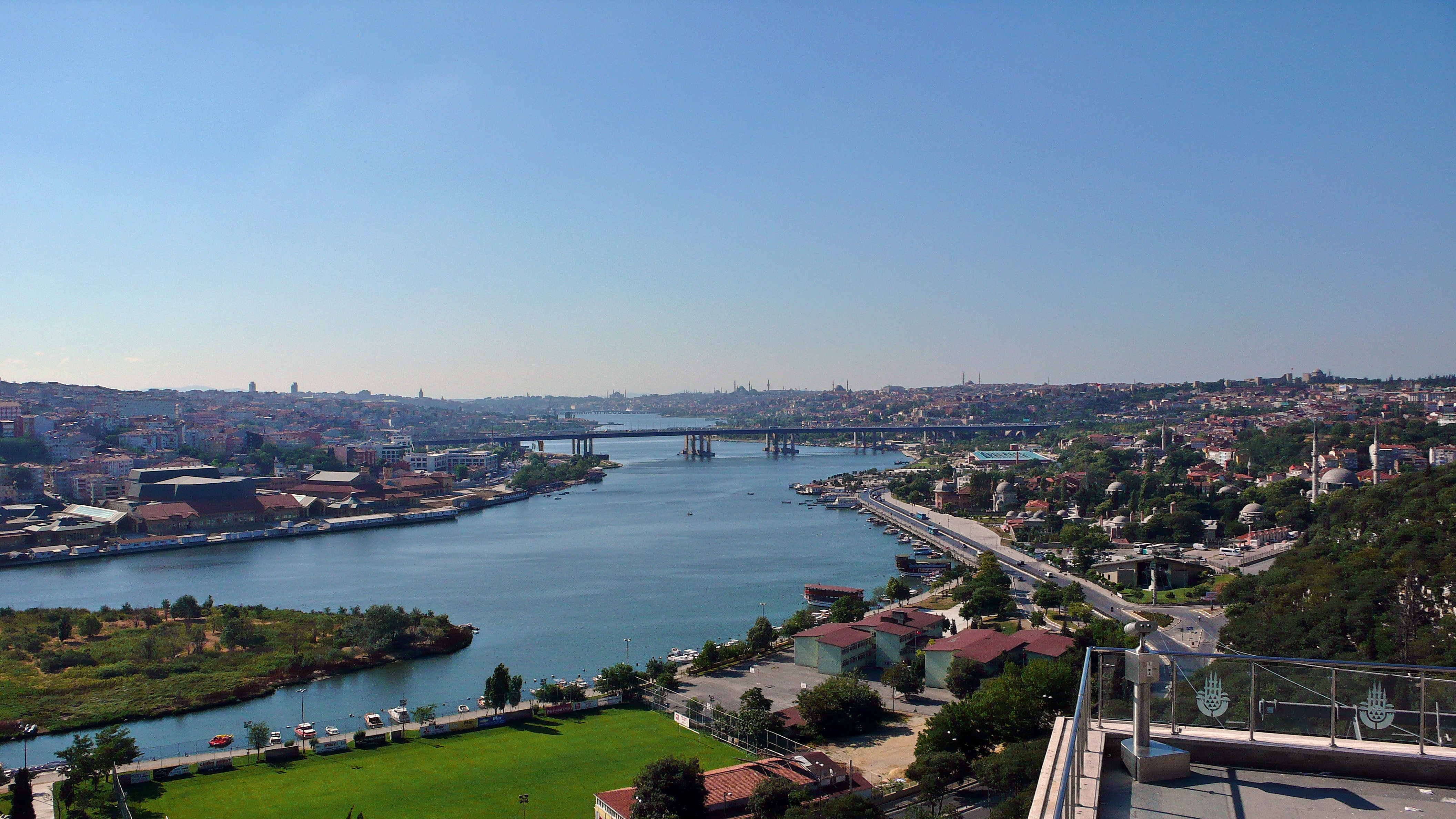
Vy över Gyllene hornet

Historisk karta över Istanbul. I söder Marmarasjön, från vilken Bosporen går mot nordost. Den smala viken åt nordväst vid Bosporens mynning är Gyllene Hornet.

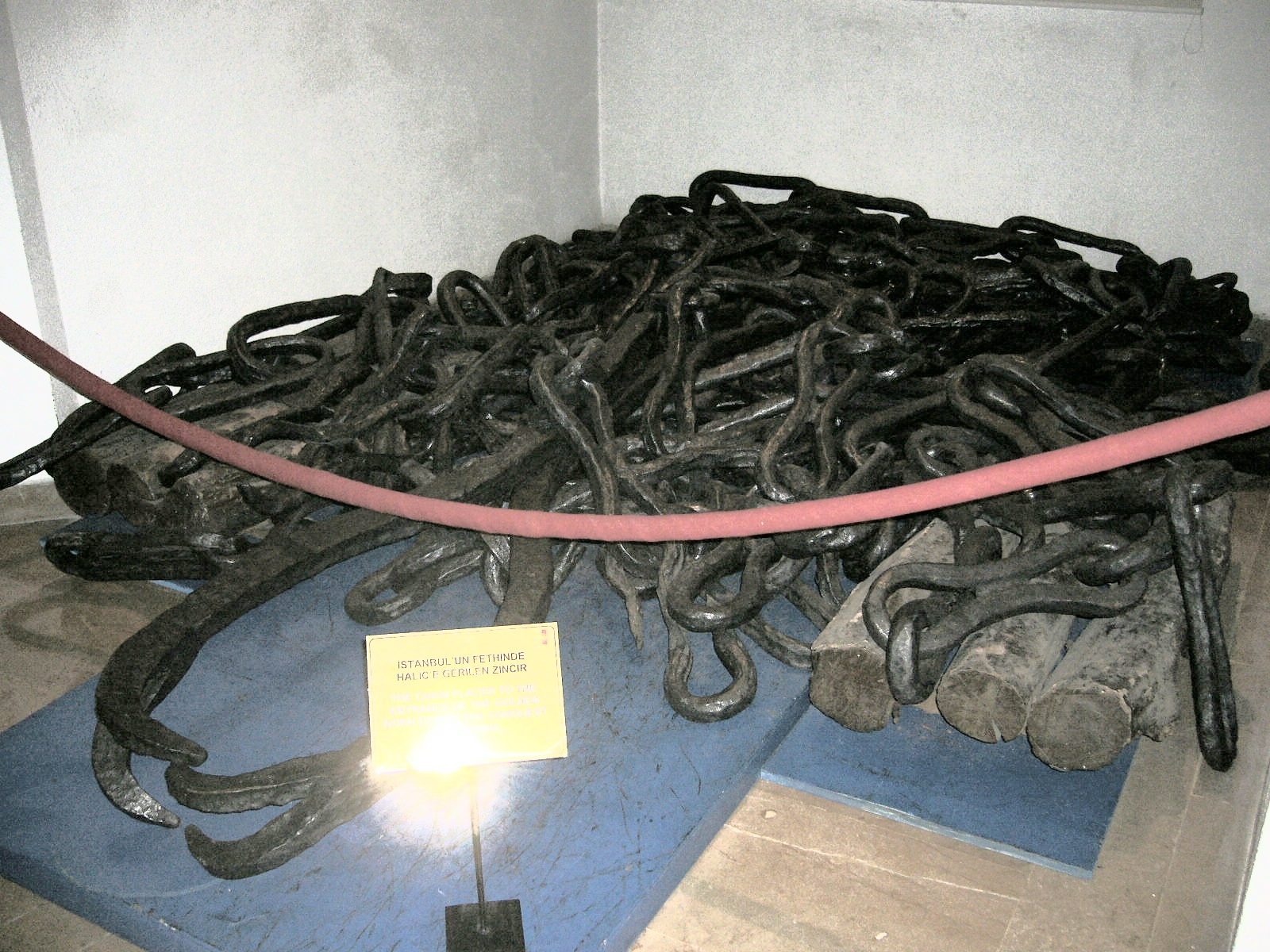
Kedjan som det bysantinska riket använde 1453 för att stänga ingången till Gyllene Hornet för Mehmet IIs flotta. Kan nu ses på Istanbuls krigsmuseum.

Gyllene hornet (turkiska: Haliç; Klassisk grekiska: Χρυσόκερας, Chrysókeras; Latin: Sinus Ceratinus) är vattendragen Alibeys och Kağıthanes gemensamma estuarium, vilket bildar en vik av Bosporen och en naturlig hamn till Istanbul. Viken är 7,5 km lång och, som mest, 700 m bred. De två första kilometerna från mynningen är djupet cirka 40 m, men längre in i viken minskar det sedan plötsligt till bara några meter.
Galatabron över Gyllene hornet förbinder Istanbuls äldsta stadsdelar i söder med stadens kommersiella centrum i norr.

## Historia
Det Bysantinska riket brukade vid belägringar stänga ute den angripande flottan från Konstantinopels hamn genom att dra en kedja över Gyllene hornet.
Vid Konstantinopels fall 1453 lyckades Mehmet II komma förbi detta hinder genom att hans trupper landvägen drog skeppen runt kedjan, på oljade trästockar.